# High Speed 1
High Speed 1 – linia kolei dużych prędkości o długości 108 km biegnąca od Londynu, poprzez Kent do Eurotunelu. 
Celem budowy było uzyskanie szybkiego połączenia pasażerskiego ruchu międzynarodowego z Wielkiej Brytanii do Europy kontynentalnej, dodatkowo służy ruchowi krajowemu do i z miast w Kent. Linia poprowadzona jest przez rzeki Medway i pod Tamizą do stacji kolejowej London St Pancras. Linię otwarto 14 listopada 2007. Linia pozwala na rozwinięcie prędkości do 300 km/h, a jej budowa kosztowała 5,2 mld funtów. Na linii znajdują się stacje pośrednie: Stratford International, Ebbsfleet International i Ashford International.